# Emma Italská
Emma Italská ( 948/949?– 2. listopadu 1006?) byla západofranská královna, manželka krále Lothara I. Francouzského a zřejmě i třetí choť českého knížete Boleslava II.

## Emma Italská jako dítě a západofranská královna
Emma se narodila italskému králi Lotharovi II. z dynastie Bosovců, který byl v roce 950 otráven (téměř nepochybně) svým protivníkem markrabětem Berengarem II. Ivrejským. Emminou matkou pak byla královna, císařovna a následně mocná císařovna-regentka svatá Adéla Burgundská. Ta se po manželově skonu stala r. 951 druhou ženou německého krále (dědice někdejší Východofranské říše) a od roku 962 římského císaře Oty I. Velikého. Adéla přinesla Otovi nárok na válkami zmítané Italské království, čehož se Ota I. přirozeně ujal. Itálie tak byla od roku 962 opětovně připojena k obnovené Říši římské. Emma pak žila v Ottově okruhu, při panovnickém dvoře, jako jeho nevlastní dcera.
Na začátku roku 966 byla Emma německým dvorem politicky provdána za západofranského krále Lothara I. Francouzského z dynastie Karlovců. Jejich manželství bylo často negativně ovlivněno rozepřemi a válečnými půtkami mezi Lotharem a jeho bratrancem, římským císařem Otou II., na nichž měl také částečně podíl Lotharův intrikářský bratr Karel Dolnolotrinský. Po matce sv. Adéle byl Ota II. navíc i polovičním bratrem Emmy a ta přirozeně nesla výpady vůči jeho osobě negativně.

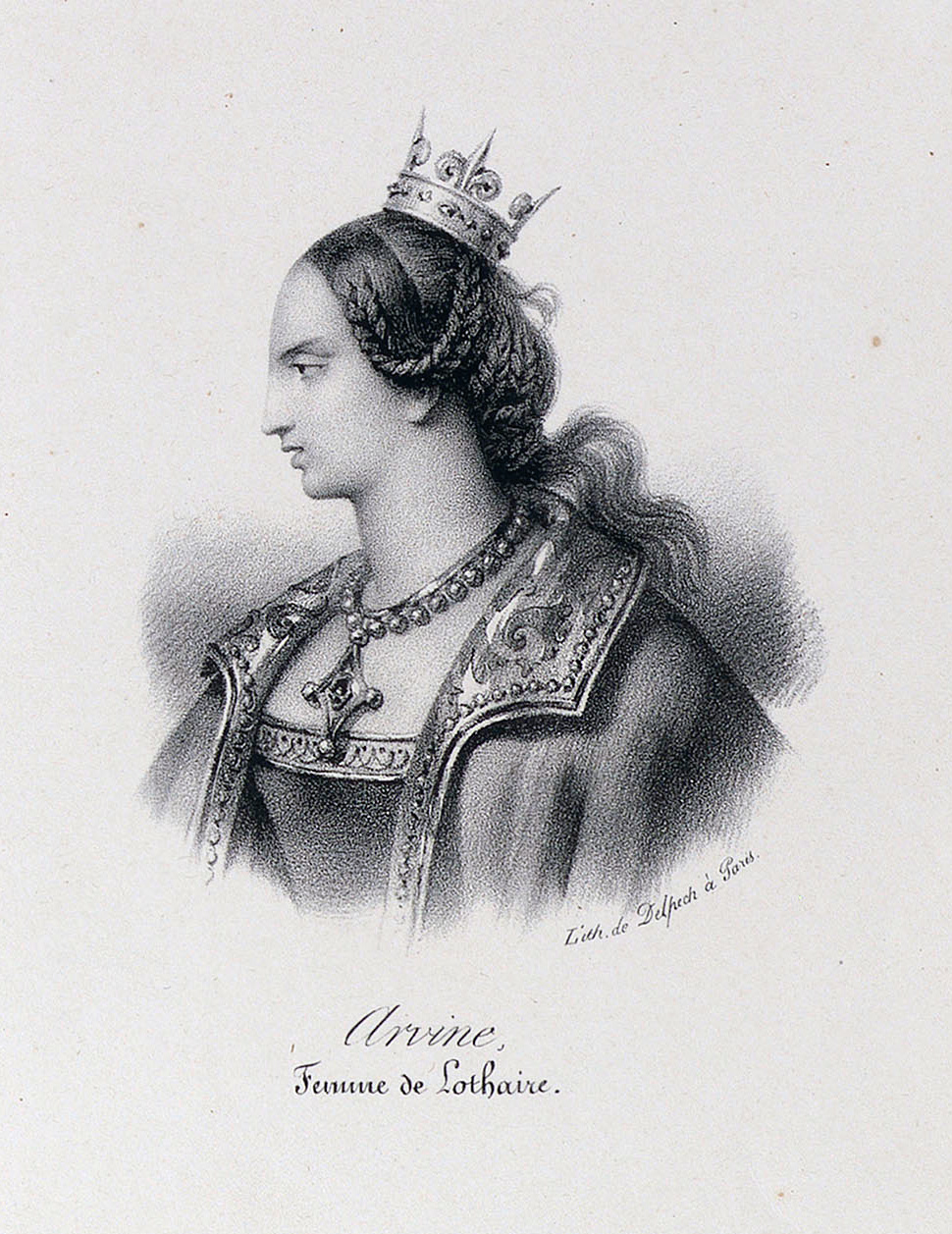
Romantický pokus o podobu královny a pozdější kněžny Emmy Italské. Autor: François Séraphin Delpech, kolem 1820. Royal Collection of the United Kingdom, London.

V roce 976/977 byla královna křivě obviněna švagrem Karlem Dolnolotrinským z cizoložství s laonským biskupem a královým kancléřem Adalberonem. Král však pomluvě neuvěřil a také církevní synoda, vedená následně remešským arcibiskupem Adalberem (Adalberonem), biskupa i královnu zprostila obvinění a vévoda Karel musel opustit dvůr. Aby zajistila svému synovi Ludvíkovi před nenáviděným Karlem Dolnolotrinským nárok na trůn, směřovala Emma svého manžela s pomocí předních francouzských velmožů, aby nechal Ludvíka korunovat roku 979 jako svého (mladšího) spoluvládce. Což byl ve francouzské panovnické praxi tehdy nevídaný krok.
Po smrti Lothara I. v roce 986 se tak samostatným západofranským králem stal bez problémů jeho devatenáctiletý syn a spoluvládce Ludvík V. Francouzský, zvaný (od 11. století) Lenivý. Emma se snažila spolu s remešským arcibiskupem Adalberem (Adalberonem) přimět mladého syna k opětovnému sblížení s Římskou říší, tj. s císařstvím, kde vládl její nezletilý synovec Ota III. a v pozadí za nitky moci tahala i její matka, Otova babička, císařovna-vdova sv. Adéla Burgundská. Ludvík však odmítl sblížení a vykázal svou matku a arcibiskupa Adalbera z Remeše ode dvora. K jeho úplnému udobření s matkou již nedošlo, neboť král Ludvík V. zemřel nečekaně bez dědiců dne 21. či 22. května 987 na následky těžkého poranění, které si přivodil během lovu. Jeho smrtí skončila i ve Francii definitivně vláda dynastie Karlovců, která již po celé jedno století narážela na vzrůstající moc konkurenčního rodu Kapetovců. Ludvíkovou smrtí formálně zanikla ve Francii přežívající Západofranská říše, na jejíž místo nastoupilo s novou dynastií Kapetovců středověké Francouzské království.
Ludvíkův strýc Karel Dolnolotrinský byl jako legitimní dědic odmítnut a již se politicky ani vojensky neprosadil. Z rodu Kapetovců (tak ne zcela legálně) usedl na trůn Hugo Kapet. Královna-vdova Emma následně ve vypjaté vojensko-politické atmosféře skončila v žaláři svého celoživotního odpůrce, vévody Karla. To vedlo dříve historiky k závěru, že sklonek života strávila Emma zřejmě zavřená v klášteře na Karlově území (pravděpodobně v Burgundsku), kde také měla dle některých pramenů dne 12. října zřejmě roku 988 opuštěná zemřít. Toto datum však je jednoznačně chybné, neboť ještě v prosinci r. 988 napsala list, jenž se dochoval. Jiní západoevropští historici (upozorňuje na to ve své shrnující studii i L. Polanský) zase razili domněnku, že po internaci byla propuštěna a zemřela na základě další absence zmínek ve francouzských nekrologiích mezi léty 988–990 v některém ze svých věnných měst.

## Emma Italská jako česká kněžna
Podle moderního (všeobecně) přijímaného závěru – viz opakující se závěr, který nalezneme např. ve shrnující monografii Emma Regina – Civitas Melnik; zde a v jiných moderních studiích tuto tzv. franskou teorii původu přijímají jako zcela oprávněnou např. významní odborníci: Jiří Sláma, Petr Charvát, Dušan Třeštík, Zdeněk Petráň, Luboš Polanský, Jarmila Hásková nebo Peter Hilsch – však Emma Italská v r. 988 nezemřela. Byla nedávno historiky a numismatiky ztotožněna s českou kněžnou Emmou. Podle všeho se tak královna-vdova Emma přece jen dostala ze zajetí svého švagra Karla Dolnolotrinského. Neradostnému osudu unikla díky vlivu svých německých příbuzných. Skrze ně se také stala již pravděpodobně počátkem roku 989 (zřejmě již třetí) chotí českého přemyslovského knížete Boleslava II. Prostřednictvím tohoto sňatku unikla z dosahu nenáviděného Karla, uchovala si postavení panovníkovy manželky a českému vládci přinesla na oplátku vítané blízké spříznění s císařskou rodinou Liudolfovců. V Čechách byla dle kronikáře Kosmase velmi ctěna a dle všeho se stala vítanou náhradní matkou mladším synům Boleslava II.
Podle proslulého Wolfenbüttelského kodexu, který vypráví svatováclavskou legendu a kde najdeme i její zobrazení, chovala v Čechách niterný obdiv k svatému Václavovi. Kult sv. Václava propagovala i v cizině. Rukopis totiž vznikl zřejmě na její podnět v Bavorsku. Po smrti Boleslava II. v roce 999 žila vedle Prahy také na manželem uděleném věnném hradě (a městě, tj. hradišti) v Mělníku. Starší sídlo bylo podle moderních závěrů (např. Petr Meduna) právě v době Boleslava I. či II. nákladně přestavěno na hrad. Tam také, ještě za Boleslavova života, razila vlastní mince s proslulým opisem Emma Regina (dosvědčuje její titul královny) a Civitas Melnik (ukazuje na místo ražby). V době krize českého státu na počátku 2. tisíciletí (kdy si nebyla jista ani životem) uprchla do exilu spolu s nevlastními synem, starším princem Jaromírem a možná i s vlastním synem Oldřichem. Uprchlíci žili na bavorském dvoře pod ochranou jejich otonského příbuzného, krále Jindřicha II. Kněžna Emma zemřela zřejmě dne 2. listopadu 1006. Není jisté zda v Čechách, nebo v Bavorsku, ale spíše již opět v Čechách. (Jinde lze najít i méně přesné datum úmrtí vážící se k roku 1005. To však historici již vesměs nepoužívají.)

## Potomci
1. manžel: Lothar I. Francouzský, synové
- Ludvík V. Francouzský (asi 967 – 21. či 22. 5. 987), západofranský král, poslední legitimní Karlovec
- Ota (též Eudes) (970–985), klerik v Remeši

2. manžel: Boleslav II. – manželství bylo zřejmě bezdětné; nicméně podle jistých logických domněnek, které obhajuje např. historička Jarmila Hásková, nelze vyloučit, že jejich společným synem byl ze všech čtyř známých Boleslavových synů pouze
- český kníže Oldřich (zemřel 9. 11. 1034).

Pokud by byl biologickým synem Emmy (jak logicky shrnuje Jarmila Hásková, viz monografie Emma Regina – Civitas Melnik, s. 63–66), narodil by se zřejmě v letech 989–990 a nikoliv, jak je často zmiňováno, kolem roku 975. Zde mj. vycházíme z předpokladu pravděpodobného období příchodu Emmy do Čech (počátkem roku 989), dále z období před mozkovou cévní příhodou Boleslava II., ke které došlo v roce 992, a z doby narození Oldřichova syna Břetislava, ke kterému došlo nejpozději kolem roku 1005. Oldřich by v době zplození Břetislava I. byl zhruba 14–16letý mladík, což se z biologického i tehdejšího dobového měřítka pro roli otce nevylučuje.